# Bataille de Rheinfelden (1678)
Guerre de Hollande
Batailles
- Groenlo (06-1672)
- Solebay (06-1672)
- Coevorden (06-1672)
- Nimègue(07-1672)
- Groningue (07-1672)
- Saint-Lothain (02-1673)
- Schooneveld (1re) (06-1673)
- Maastricht (06-1673)
- Schooneveld (2de) (06-1673)
- Texel (08-1673)
- Bonn (11-1673)
- Arcey (01-1674)
- Pesmes (02-1674)
- Gray (02-1674)
- Scey-sur-Saône (03-1674)
- Chariez (03-1674)
- Vesoul (03-1674)
- Arbois (03-1674)
- Orgelet (03-1674)
- Besançon (04-1674)
- Dole (05-1674)
- Sinsheim (06-1674)
- Salins (06-1674)
- Belle-Île (06-1674)
- Lure (07-1674)
- Faucogney (07-1674)
- Sainte-Anne (07-1674)
- Fort-Royal (07-1674)
- Seneffe (08-1674)
- Entzheim (10-1674)
- Mulhouse (12-1674)
- Turckheim (01-1675)
- Stromboli (02-1675)
- Fehrbellin (06-1675)
- Salzbach
- Consarbrück
- Alicudi
- Agosta
- Palerme
- Maastricht
- Philippsburg
- Valenciennes
- Cambrai
- Saint-Omer
- Tobago
- La Peene (Cassel)
- Ypres
- Rheinfelden (07-1678)
- Saint-Denis

La bataille de Rheinfelden du 6 juillet 1678 oppose les troupes impériales et celles de la France.

## La bataille
Les troupes françaises, commandées par le maréchal de Créquy tentent de contourner Bâle par le pont sur le Rhin en amont. Elles bousculent les troupes impériales de Charles de Lorraine.
Le commandant français, fait avancer la brigade de Picardie, les régiments de Bertillac et de Vivians, la brigade d'Auvergne, la brigade de cavalerie de Laroque avec les Dragons de Listenay, du Roy et de la Reine.
Les Impériaux perdent le prince Charles-Bernard de Bade, le gouverneur de la ville, le comte de Souches, le comte de Portia, et le comte de Staremberg y est blessé. Une grande partie des pertes vinrent de la défense du pont où un grand nombre, 400, périrent dans le Rhin.

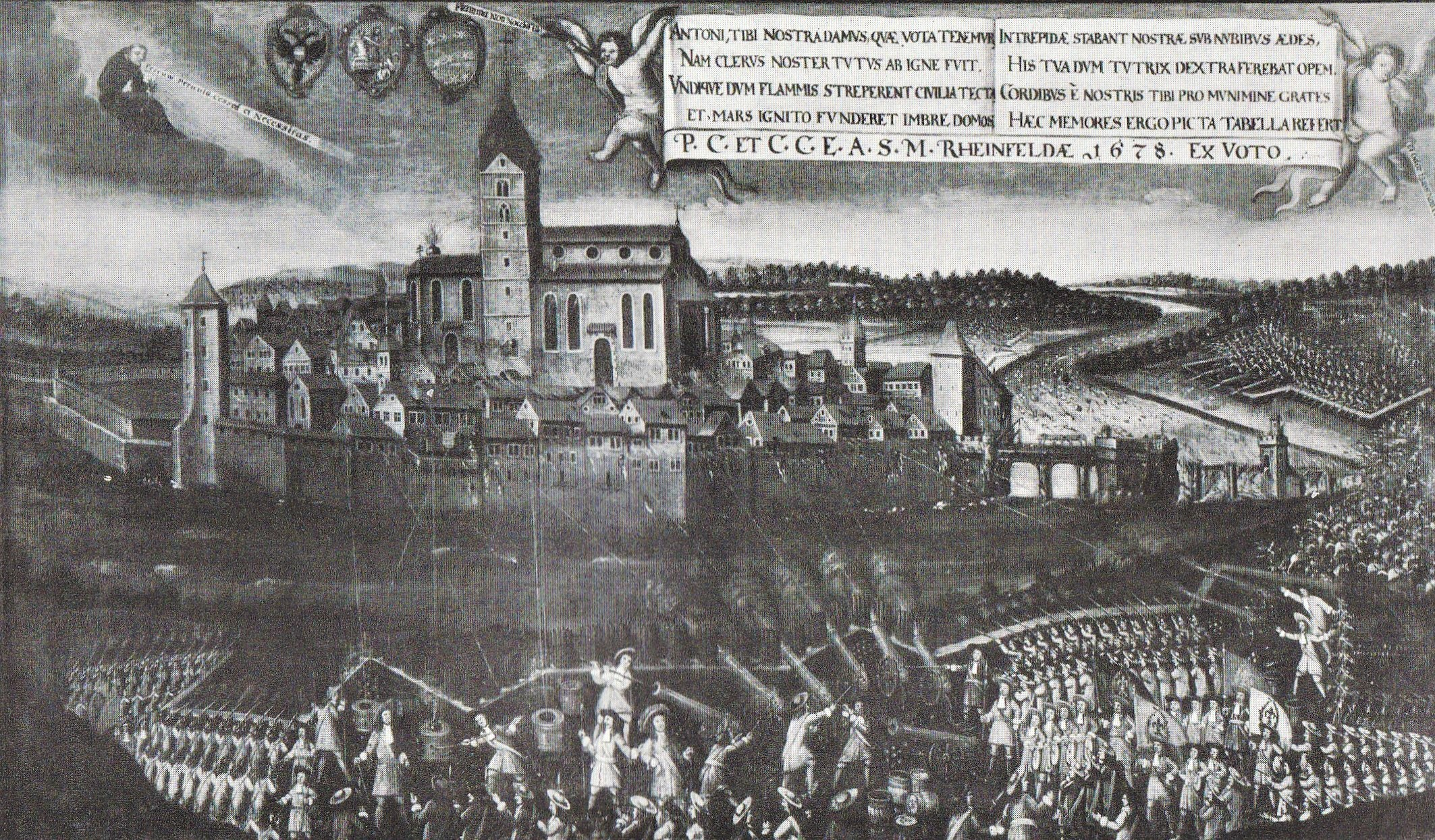
Bombardement de la ville par les troupes françaises.